# Tchernogorsk
Tchernogorsk (en russe : Черногорск) est une ville minière de la république de Khakassie, en Russie. Sa population s'élevait à 74 268 habitants en 2016.

## Géographie
Tchernogorsk se trouve sur le versant nord des monts Saïan, en Sibérie, et sur la rivière Sora, à 15 km au nord-ouest d'Abakan, capitale de la Khakassie.

## Histoire
La ville de Tchernogorsk est née en 1936 de la fusion de plusieurs cités minières développées autour de mines de charbon mises en exploitation à partir de 1904. Le nom de la ville fait référence à la couleur du charbon : tcherny (en russe : черный, « noir »).
À l'époque soviétique, un camp de travail correctif se trouvait à Tchernogorsk.

## Population
Recensements (*) ou estimations de la population
| 1926* | 1939*  | 1959*  | 1970*  | 1979*  | 1989*  |
| ----- | ------ | ------ | ------ | ------ | ------ |
| 1 000 | 17 405 | 51 064 | 60 011 | 71 386 | 79 355 |

| 2002*  | 2010*  | 2013   | 2014   | 2015   | 2016   |
| ------ | ------ | ------ | ------ | ------ | ------ |
| 73 077 | 72 147 | 72 599 | 73 187 | 73 825 | 74 268 |